# Kickboxer: Vengeance
Pour les articles homonymes, voir Kickboxer.
Série Kickboxer
Kickboxer 5 : Le Dernier Combat
(1995) Kickboxer : L'Héritage
(2018)
Pour plus de détails, voir Fiche technique et Distribution.
Kickboxer: Vengeance est un film d'action et d'arts martiaux américain réalisé par John Stockwell, sorti en 2015. Il s'agit d'un remake du film Kickboxer sorti en 1989. C'est le 6e film de la série Kickboxer.

## Synopsis
Kurt Sloan cherche a venger son frère Eric contre Tong Po.

## Fiche technique
Sauf indication contraire, les informations mentionnées dans cette section peuvent être confirmées par la base de données cinématographiques IMDb,  présente dans la section « Liens externes ».
- Titre original et français : Kickboxer: Vengeance
- Réalisation : John Stockwell
- Scénario : Dimitri Logothetis et Jim McGrath
- Costumes : Bridget Fenlason
- Photographie : Mateo Londono
- Montage : Carsten Kurpanek et Chris A. Peterson
- Production : Nicholas Celozzi, Ted Field, Allen Knudson, Dimitri Logothetis, Samuel Cory Timpson
- Sociétés de production : Headmon Entertainment & Productions et Radar Pictures
- Société de distribution : RLJ Entertainment (États-Unis)
- Pays d’origine : États-Unis
- Langue originale : anglais
- Budget : 17 000 000 USD[1]
- Format : couleur
- Durée : 90 minutes
- Genre : action, arts martiaux
- Dates de sortie[2] : 
  -  Canada : 14 juillet 2016 (festival FanTasia)
  -  États-Unis : 2 septembre 2016
  -  France : 25 janvier 2017 (en vidéo)

## Distribution
- Alain Moussi (VF : Benjamin Pascal) : Kurt Sloan
- Dave Bautista (VF : Hervé Caffin) : Tong Po
- Jean-Claude Van Damme (VF : Patrice Baudrier) : Maître Durand
- Darren Shahlavi : Eric Sloane
- Gina Carano (VF : Kelly Marot) : Marcia
- Sara Malakul Lane (VF : Jade Phan-Gia) : Liu
- Georges St-Pierre (VF : Rémi Caillebot) : Kavi
- Sam Medina (VF : Yann Guillemot) : Crawford
- Michel Qissi : un prisonnier
- T. J. Storm
- Matthew Ziff : Bronco

 Source et légende : version française (VF) sur RS Doublage

## Production

### Genèse et développement
Un remake en relief du film de 1989 est annoncé dès 2012 par Kings Road Entertainment, la société à l'origine du film de 1989.
À la suite de divers problèmes au sein de Kings Road Entertainment, le projet est récupéré par Radar Pictures. Jim McGrath et Dimitri Logothetis développent le scénario, Dimitri Logothetis doit également produire le film, Stephen Fung en serait le réalisateur, pour un tournage prévu en 2014.
En novembre 2014, Stephen Fung quitte finalement le projet. Il sera remplacé par John Stockwell.

### Attribution des rôles
En septembre  2014, Dean Geyer est pressenti pour reprendre le rôle de Kurt Sloan, Dean Geyer encore à l'époque en 2005 sous son vrai nom de naissance Michael,Dean,Stanley  Haddad son 2e prénom de naissance étant choisi, puis Geyer étant le nom de jeune fille de sa mère, avait impressionné  Jean-Claude Van Damme en l'accompagnant lors d'une tournée à Paris  pour son film Until Death, lors d’un combat amical exhibition en octobre 2005  à Paris. Jean-Claude Van Damme aurait avoué, que Dean Geyer, était meilleur que lui et était tout simplement imbattable tant par sa force que sa vitesse et sa précision, avec sa beauté des mouvements, vidéo à l’appui. Sa ressemblance hallucinante avec Jean-Claude Van Damme sur comment il était pendant ses films dans les années 90 aurait convaincu grand nombre de producteurs en septembre 2014, mais deux mois plus tard le producteur exécutif Rob Hickman décide de donner exceptionnellement sa chance à son ami le cascadeur canadien Alain Moussi  intéressé par le  rôle de Kurt Sloan, Jean-Claude Van Damme  critiquera la décision en menaçant de se retirer pour son rôle, affirmant que son ami Dean Geyer qui est champion MMA invaincu et incontesté aurait été beaucoup plus crédible dans les scènes de combat, mais Dean Geyer  convaincra Jean-Claude Van Damme de rester pour son rôle.
Tony Jaa devait être dans le film mais a finalement quitté le projet.
En décembre 2014, T. J. Storm et Matthew Ziff  rejoignent la distribution,. Quelques jours plus tard, ils sont suivis par  Sara Malakul Lane . Darren Shahlavi est ensuite officialisé dans le rôle d'Eric Sloane, alors que Scott Adkins était initialement envisagé. La combattante MMA et actrice Gina Carano rejoint ensuite à son tour le film.
Michel Qissi joue le rôle du prisonnier est le Tong Po original.
Jean-Claude Van Damme joue le rôle de Maitre Durand est le protagoniste original.

### Tournage
Le tournage débute le 24 novembre 2014 à La Nouvelle-Orléans, où l'équipe reste un mois. En janvier 2015, il se poursuit à Los Angeles. Le tournage en Californie est marqué par le décès de Darren Shahlavi, survenue le 14 janvier 2015. Il ne reprendra qu'en juin 2015, à Bangkok.

## Suite
Alors que le film n'est pas encore sorti, les producteurs annoncent une suite, intitulée Kickboxer: Retaliation. On y retrouvera notamment le footballeur brésilien Ronaldinho, Hafthór Júlíus Björnsson et Mike Tyson. Le film est réalisé par Dimitri Logothetis, scénariste de Kickboxer: Vengeance. Il sort en 2018, sous le titre Kickboxer : L'Héritage en France.